# Molodijne, Dolînska
Molodijne (în ucraineană Молодіжне) este o așezare de tip urban din raionul Dolînska, regiunea Kirovohrad, Ucraina. În afara localității principale, nu cuprinde și alte sate.

## Demografie
Componența lingvistică a așezării de tip urban Molodijne
     Ucraineană (95,36%)
     Rusă (4,26%)
     Alte limbi (0,38%)
Conform recensământului din 2001, majoritatea populației așezării de tip urban Molodijne era vorbitoare de ucraineană (95,36%), existând în minoritate și vorbitori de rusă (4,26%).